# Cijevna
Cijevna (v srbské cyrilici Цијевна, albánsky Lumi i Cemit/Cem) je řeka v Černé Hoře a v Albánii. V druhé uvedené zemi pramení, v první se potom vlévá do Morači v Zetské nížině, jižně od metropole Podgorici. Povodí řeky má rozlohu 368 km2.
Název řeky je řeckého původu jak v černohorštině/srbštině, tak i v albánštině. Pochází ze starověkého Kinna a v průběhu století byl jednotlivými hláskovými změnami upraven do podoby odpovídající potřebám místních jazyků.
Cijevna pramení v pohoří Prokletije na albánském území v blízkosti vesnice Lepushë, západně od vrcholu Veliki Trajan a katunu Popovići. Poté teče jihozápadním směrem přibližně ve směru albánsko-černohorské státní hranice. Cijevna zde teče v hlubokém kaňonovitém údolí, které je hluboké stovky metrů. U vesnice Rrapsh-Starja vtéká na černohorské území, kde pokračuje směrem na západ až k městu Tuzi. Poté směřuje Zetskou nížinou k vesnici Golubovci, kde se vlévá do Morači.